# Jesús Carrasco Jaramillo
Jesús Carrasco Jaramillo (Olivenza, Badajoz, 1972) es un escritor español. Su primera novela publicada, Intemperie (2013), tuvo repercusión internacional. Se tradujo a más de una veintena de idiomas, se hizo una versión en cómic y una adaptación cinematográfica, dirigida por Benito Zambrano. Después publicó La tierra que pisamos (2016), Llévame a casa (2021) y Elogio de las manos (2024), con la que ganó el Premio Biblioteca Breve.

## Notas biográficas

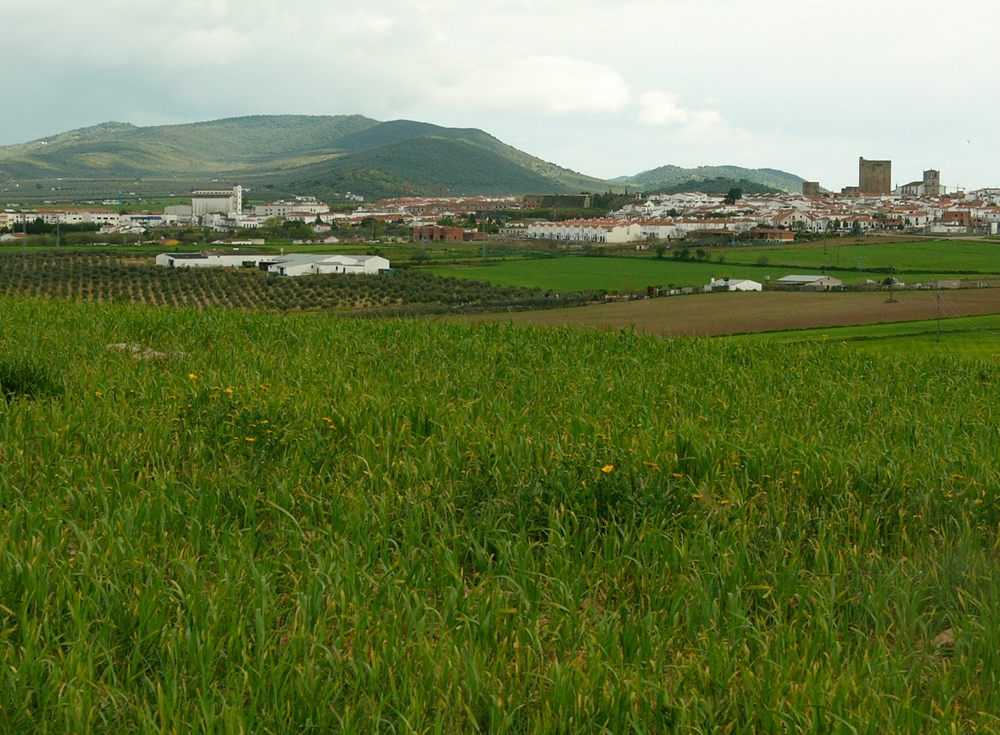
Municipio español de Olivenza. Al fondo, la sierra de Alor.

## Estilo de escritura

Monumento en memoria de Raymond Carver en Clatskanie.